# Fjenden i spejlet
Fjenden i spejlet er en roman fra 2004 af Leif Davidsen.
Romanen foregår i USA efter terrorangrebene den 11. september 2001. 
Romanen handler om den serbiske lejemorder Vuk, der under falsk identitet lever en borgerlig tilværelse i USA.  Efter den 11. september 2001 strammer de amerikanske myndigheder grebet i jagten på illegale indvandrere, så Vuk, der er efterlyst i Europa og hurtigt afsløres af CIA, skal udleveres til Danmark. Han har til gengæld nogle oplysninger at handle med. Disse informationer kan muligvis forhindre terrorisme, og han udstyres derfor med en tredje identitet af CIA, så han, hvis missionen lykkes, har mulighed for blive en fri mand.
| Bog | Spire Denne artikel om bøger og tidsskrifter er en spire som bør udbygges. Du er velkommen til at hjælpe Wikipedia ved at udvide den. |